# Stedelijk Museum Vlissingen
Het Stedelijk Museum Vlissingen is een museum opgericht in 1890. In 2000 sloot het de deuren, om op te gaan in het Zeeuws maritiem muZEEum.

## Oudheidskamer
De jonge rechtenstudent Willem van der Os jr. (1865-1890), zoon van een Vlissingse brandspuitfabrikant, is aan het eind van de negentiende eeuw een van de Vlissingers die zich zorgen maakt over het verdwijnen van stedelijk erfgoed. Hij ageert tegen een besluit van de gemeenteraad om fragmenten van het in 1809 afgebrande stadhuis en twee middeleeuwse grafstenen over te dragen aan het museum van het Zeeuwsch Genootschap te Middelburg.
Het genootschap, dat in 1769 is opgericht in Vlissingen, was ruim 80 jaar eerder naar Middelburg vertrokken, nadat het door interne financiële perikelen, geen geld meer had om een geschikt pand te verwerven waar de uitdijende museale collectie kon worden ondergebracht. Sindsdien was de stad verstoken van een museaal instituut, historische voorwerpen werden door de gemeenteraad in beheer gegeven van het genoodschap. Het besluit van de raad in 1889 om de zilverschat, de enige preciosa die waren overgebleven na de brand van het stadhuis, voor ƒ 18.000,00 te verkopen aan het Rijksmuseum, stuit op weerstand.
Van der Os doet in de krant suggestie om de historische voorwerpen tijdelijk te bewaren in een deel van een gemeentelijk archief. Hij krijgt steun van drie gemeenteraadsleden, Kalbfleisch, Gewin en Wibaut, die zich verenigen in een commissie voor een oudheidkamer.
De raad besluit weinig later om een ruimte beschikbaar te stellen en trekt zelfs een bedrag uit om de te maken onkosten te dekken: ƒ 124,00. Nadrukkelijke voorwaarde is dat de eventueel bijeen te brengen voorwerpen eigendom blijven van de gemeente Vlissingen. Op 27 augustus 1890 vindt de opening van de oudheidkamer plaats.
Er wordt echter geen ruimte in de stadsbegroting gemaakt voor het uitbreiden van de collectie. Het publiek krijgt een oproep jaarlijks contributie te betalen in ruil voor gratis toegang. Zo kunnen enige aankopen worden gedaan. De eerste grote uitbreiding komt snel en door onverwachte omstandigheden. Grondlegger Willem van der Os, overlijdt enkele maanden na de opening van de oudheidkamer op 26-jarige leeftijd. Hij laat zijn zeer uitgebreide verzameling oudheidkundige voorwerpen na.

## Huisvesting

### Stadhuis
De gemeentelijke oudheidkamer wordt ondergebracht in de “vaandel- of tropheënkamer” van het toenmalige stadhuis van Vlissingen. De collectie 'Van der Os' wordt de basis van de museumcollectie. Het materiaal omvat afbeeldingen van Vlissingse zeehelden als Michiel de Ruyter, Evertsen en Joost van Trappen Banckert, en ook van negentiende-eeuwse kapers en van de Vlissingse vrijheidsstrijder Jacob Hobein. Behalve deze portretten van bekende of beruchte Vlissingers laat hij ook veel gedrukte plattegronden en stadsgezichten uit meerdere eeuwen na. De verzameling is zo omvangrijk dat die niet meer in het gemeentehuis ondergebracht kan worden.

### Westpoort

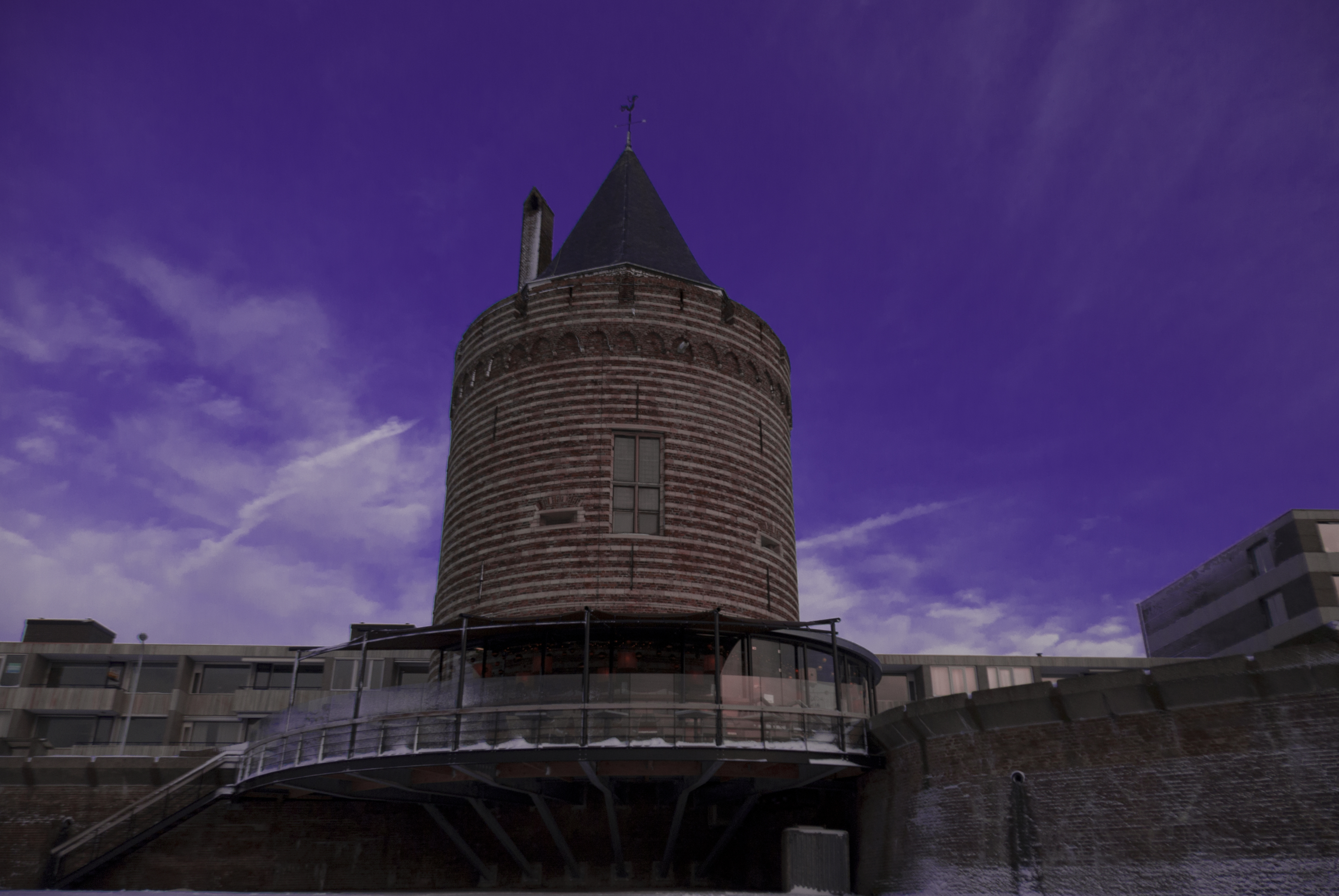
Gevangentoren anno 2010

In 1880 werd Vlissingen als vestingstad opgeheven. Het stadsbestuur begon krachtig alle fortificaties af te breken. Aan de zeezijde stond ook een restant van een vijftiende-eeuwse stadspoort, in de volksmond de Gevangentoren geheten. De stad wilde een boulevard aanleggen op de voormalige wallen en deze stadspoort stond deze plannen in de weg, waarbij het voornemen is om de toren te slopen. Victor de Stuers weet met succes het plan te verijdelen. Uit die tijd stamt een tekening, vermoedelijk gemaakt door Pierre Cuypers, waarop een impressie van de gerestaureerde toren met een gietijzeren brug rondom. Naar aanleiding van de weigering door het ministerie om de sloopvergunning af te geven besloot de gemeente de toren te restaureren en deze te gebruiken voor de oudheidkamer. Op de begane grond wordt een “taveerne” ingericht en de collectie zelf wordt op de eerste verdieping tentoongesteld.
Maar ook in de Gevangentoren ontstaat al snel ruimtegebrek. Bovendien is daar geen verwarming en er treedt regelmatig waterschade op. De oplossing komt in 1913 wanneer het voormalig woonhuis van de familie van de oprichter Willen van der Os beschikbaar komt.

### Bellamypark 19
In 1913 overleed de moeder van de oprichter, Willem van der Os, en laat het woonhuis aan het Bellamypark na zijn zus, Mw. Van den Broek-Van der Os. Zij besluit het gebouw te schenken aan de gemeente onder voorwaarde dat het wordt ingericht als gemeentelijk museum en huisvesting van het oud archief. Op de begane grond wordt de Oudheidkamer gehuisvest, dat ter gelegenheid daarvan wordt omgedoopt in Stedelijk Museum Vlissingen. Op de twee verdiepingen erboven worden de archiefdienst en het kantoor van de gemeentearchivaris, die tevens conservator is, gehuisvest. In 1925 vindt een grondige herinrichting van het museum plaats, naar de “laatste museumeisen” uit die tijd en na consultatie van de directeur van het Rijksmuseum. Deze situatie bleef tot circa 1939 gehandhaafd.
In het najaar van 1939 sluit het museum zijn deuren voor het publiek door dreigende oorlogsgevaar. De collectie wordt tot 1949 opgeslagen in bom- en scherfvrije kelders, verspreid over Vlissingen. Het vijftigjarig jubileum wordt in 1940 dan ook niet gevierd in het gebouw zelf, maar met een tijdelijke tentoonstelling van museumcollectie in Grand Hotel Britannia. Tijdens de bevrijding van en het daarbij behorende bombardement op Vlissingen in 1944 wordt een van de depots geraakt door een voltreffer, waarbij de daar opgeslagen collectie in zijn geheel verloren gaat.
Het museumgebouw is vanaf mei 1942 in gebruik als gemeentehuis en na 1944, vanwege de grote woningnood op Walcheren, achtereenvolgens als distributiekantoor, schoolgebouw, tijdelijk kantoor van de Rijksbelastingdienst en de dienst van wederopbouw.
In 1949 komt het museumgebouw weer beschikbaar en op 19 april van dat jaar vindt, na restauratie en herinrichting, de heropening van het museum plaats. Het gemeentearchief krijgt een eigen huisvesting elders in de stad. De vrijgekomen ruimte wordt beschikbaar gesteld aan kunstkring Het Zuiden, waarvan het atelier annex tentoonstellingsruimte in Badpaviljoen Juliana in 1940 door een storm is weggevaagd. De kunstkring krijgt de beschikking over twee ruimten op de 2e verdieping als leslokaal en atelier.
De stormramp van februari 1953 had voor het museum weinig gevolgen. Slechts het souterrain van het museum stond onder water. De schade bleef beperkt tot enkele natte gevelstenen. Als in 1960 de kunstkring verhuist, wordt de vrijgekomen ruimte deels benut voor het museum ten behoeve van een nieuwe maritieme afdeling en deels als woonruimte voor de inwonende conciërge.
In 1987 werd door inbreng van de Vereniging Vrienden van het SMV het pand uitgebreid met het ernaast gelegen woonhuis, Bellamypark 21. Daarin wordt de dienstwoning voor de conciërge ondergebracht plus drie extra museumzalen. De ruimtes die de inwonend conciërge had betrokken in het pand Bellamypark 19 kwamen daardoor vrij voor museaal gebruik. In 1987, nadat de conciërge met pensioen gaat, wordt de dienstwoning omgevormd tot kantoorruimte; de voormalige kantoorruimte in Bellamy 19 krijgt een museale bestemming.

## Collectie[23]

### Stadshistorie

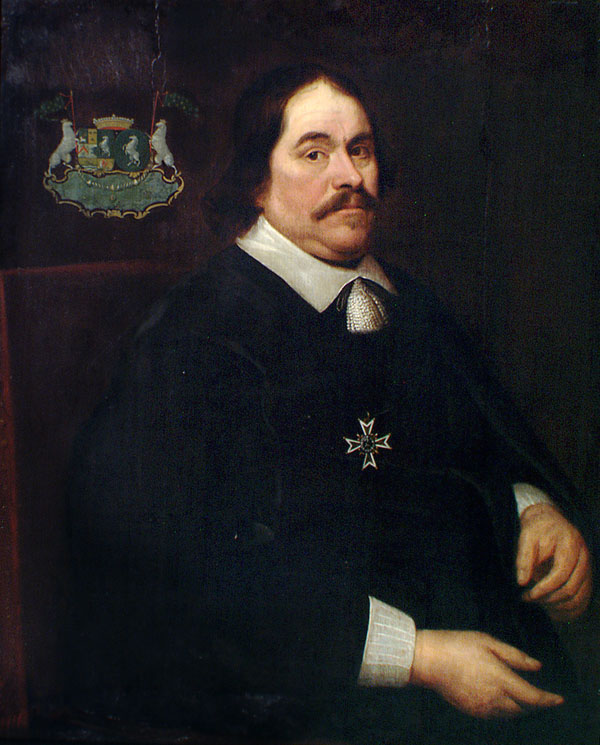
Cornelis Lampsins

Tot 1881 beschikte de gemeente Vlissingen over een aantal historische zilveren voorwerpen die gered zijn uit het voormalig stadhuis dat in 1809 door Engelse troepen tijdens de Walcherenexpeditie in brand was geschoten. Wegens financiële tekorten besluit de gemeente deze voorwerpen te verkopen. Door een interventie van Victor de Stuers koopt het rijk deze voorwerpen aan ten behoeve van het Rijksmuseum te Amsterdam.

### Schenkingen en legaten
De meeste objecen van de museumcollectie zijn verworven door schenkingen, bruiklenen en legaten. Bijzonder is de serie portretten van de familie Lampsins die in de zeventiende eeuw de grondslag legde voor een grote handelscompagnie. Deze collectie is vlak voor de Tweede Wereldoorlog in bruikleen aan het museum afgestaan. Na het overlijden van de eigenaar, Jonkheer Lampsins van de Velde, is de bruikleen omgezet in een schenking.

### Numismatische collectie
In 1926 schenkt Burgemeester Carel Albert van Woelderen zijn verzameling munten en penningen aan het museum, waarmee de basis wordt gelegd van een van de grootste numismatische collectie van Zuid-West Nederland.

### Bouwfragmenten
Door de renovatie van de binnenstad in de jaren 60 en 70 wordt het museum gebruikt voor opslag van gevelstenen en interieurfragmenten, waardoor het een van de grootste collecties haardplaten en wandtegels in beheer kreeg.

### VOC-collectie

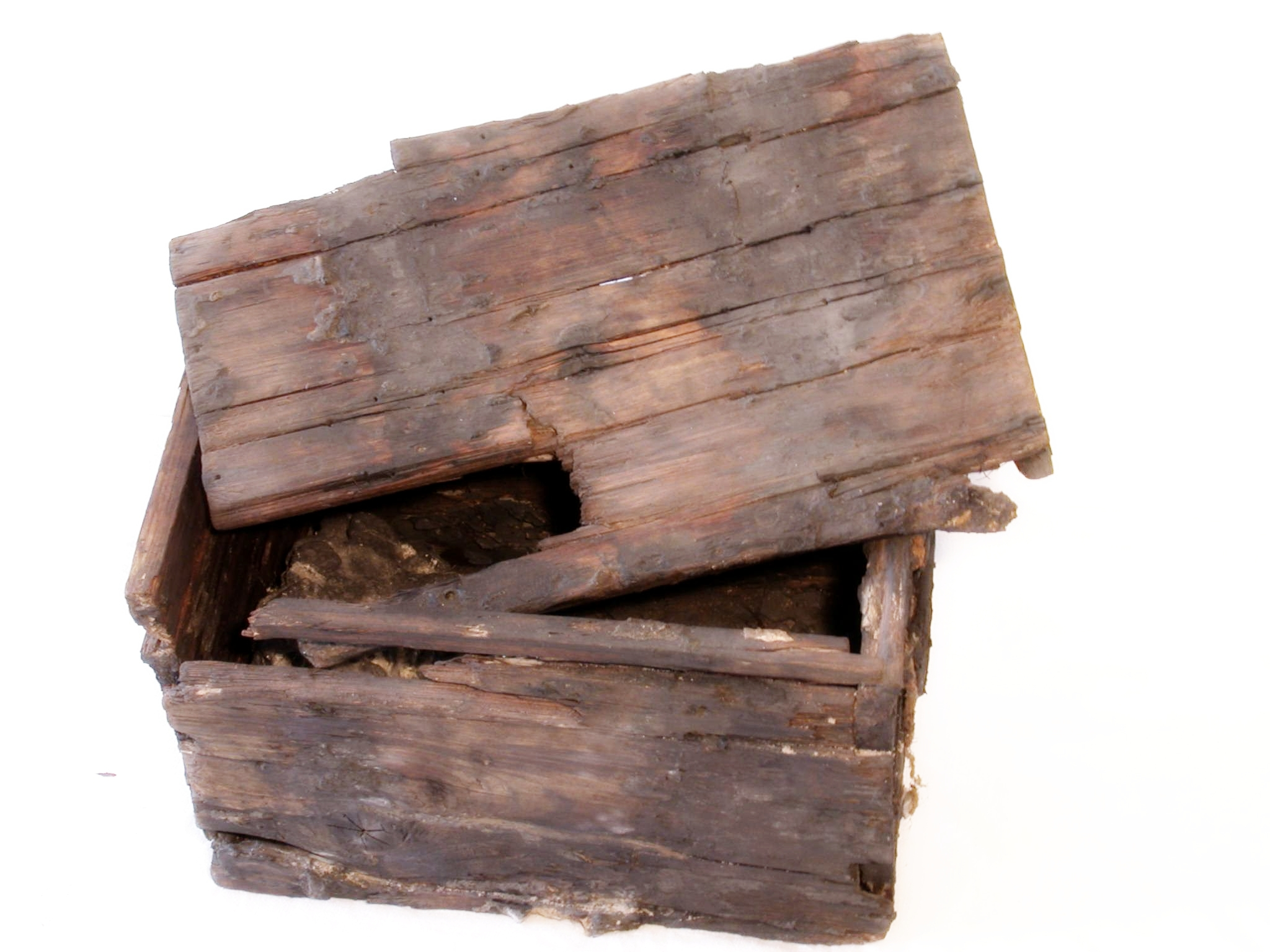
Geldkist afkomstig uit wrak 'tVliegent Hart. Afbeelding & collectie: Zeeuws maritiem muZEEum.

De vondst van het wrak van VOC-schip 't Vliegent Hart in 1981 betekent een ommekeer in collectievorming. Het museum stelde het souterrain beschikbaar voor conservering, waarvoor in ruil door de expediegroep collectiestukken uit het wrak werden geschonken. De samenwerking is omstreden en zorgt voor terugtrekking van de deelnemende Rijksmusea uit het project. Niettemin blijft het Rijk zich wel op andere wijze betrokken, omdat de Dienst Domeinen de licentie verstrekt aan het duikteam. Na de verzelfstandiging van de Rijksmusea krijgt het museum via het Instituut Collectie Nederland ook de Rijkscollectie uit het wrak in permanente bruikleen. Hierdoor is het museum zich meer gaan profileren als maritiem museum. Om een beeld te geven van het leven aan boord van een Oost-Indië-vaarder, zijn ook van andere scheepswrakken artefacten verworden, onder andere van de Geldermalsen, Campen, Diana en Breezand.

### Oudheidkamer KMS
In 1992 besluit de N.V. Koninklijke Maatschappij ‘De Schelde’ om de historische collectie van de scheepswerf niet langer zelf te beheren. De Gemeente Vlissingen maakt zich sterk voor behoud en gezamenlijk wordt een intentieverklaring opgesteld met betrekking tot overdracht van beheer van de historische collectie van de scheepswerf. Een commissie wordt gevormd om een plan van aanpak te schrijven om de toekomst van deze collectie veilig te stellen. Het SMV krijgt de opdracht de collectie gereedschappen en machines van de Oudheidkamer KMS te inventariseren en te beheren. na inventarisatie blijkt de collectie zo groot dat fysiek beheer van de hele collectie niet mogelijk zal zijn. Een kerncollectie wordt uit de verzameling gefilterd, welke door het SMV wordt toegevoegd aan de stadshistorische collectie. Naast gereedschappen en werktuigen bevat de collectie ook werfmodellen, onder andere van de Willem Ruys.

### Halfmodellen op schaal
Rein Struijs vervaardigde tijdens zijn leven bijna 70 halfmodellen van alle scheepstypen die ooit in Nederland zijn gebouwd als schaalmodel, waarmee een compleet overzicht kan worden gegeven van de Nederlandse scheepbouw tot en met de 19e eeuw. Het SMV verwierf de collectie eerder in bruikleen, maar bij zijn overlijden in 2001 is het bezit omgezet in een legaat.

## Zeeuws maritiem muZEEum

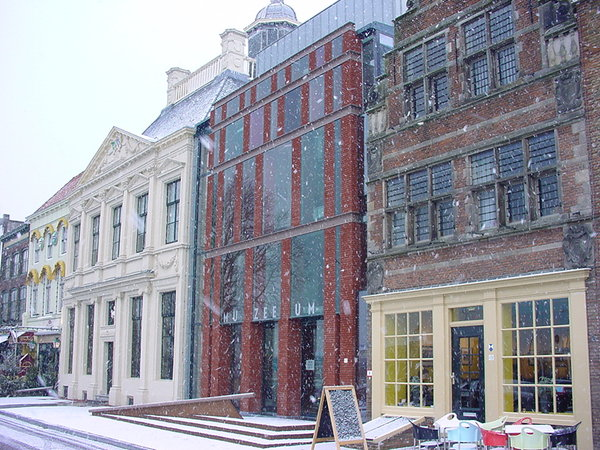
Gevel van muZEEum in de sneeuw

In 1987 besluit de gemeenteraad van Vlissingen het Stedelijk Museum Vlissingen om te vormen tot een maritiem museum. Dankzij een bijdrage van de Stichting Maritieme Activiteiten 'De Ruyter'wordt het Lampsinshuiscomplex overgenomen van het Rijk en door de Rijksgebouwendienst verbouwd tot museum. Het gebouwencomplex bestaat uit 7 panden, waaronder het uit 1641 stammende classicistische woonhuis van Cornelis Lampsins, met uitzicht op zee liggend aan de Vissershaven. De organisatie van het museum wordt geprivatiseerd waarvoor een nieuwe stichting wordt opgericht die het muZEEum exploiteert en de collecties beheert. Het nieuwe museum profileert zich als bovenregionaal maritiem museum, maar behoudt de taak van beheer van lokale historische collectie.
In september 2002 opent het nieuwe museum zijn deuren en wordt het Stedelijk Museum Vlissingen definitief opgeheven. Na 23 jaar onderhandelen wordt in 2020 de gemeentelijke collectie in beheer gegeven aan de St. Maritiem Museum Zeeland. 

## Conservatoren/directie
Gelijktijdig met de oprichting van de stedelijke oudheidkamer wordt de gemeentearchivaris aangesteld als conservator. Deze dubbelfunctie blijft gehanteerd tot 1980, waarna de functies en organisatie worden gesplitst. De directeur van het museum had in de gemeente Vlissingen de aanspreektitel “stadsconservator”.

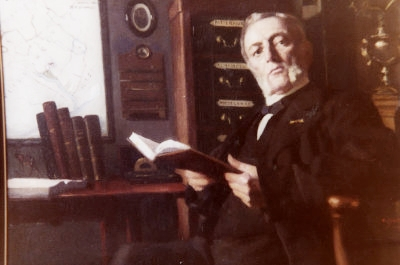
Pieter Kors Dommisse Afbeelding & collectie: Zeeuws maritiem muZEEum.

- 1890- 1905: Cornelis Pieter Izaäc Dommisse
- 1905 - 1 juli 1911: Ds. Dr. Pieter Kors Dommisse (vader van C.P.I. Dommisse)
- juli 1911 – 1 november 1943: Henri Gerard van Grol
- 1 augustus 1943 – januari 1944: mejuffrouw M.J. (Irene) Doornbos

Irene Doornbos is tijdens de Tweede Wereldoorlog verzetsstrijder. In januari 1944 duikt ze onder. Ze wordt ernstig ziek en overlijdt, omdat door de angst door een dokter verraden te worden, geen medische hulp kan worden gegeven.
- januari 1944 – april 1957: dhr. J. Louwerse
- 1 juni 1957 – 1 mei 1963: dhr. J. den Hoed
- 1 mei 1963 – april 1980: dhr. N. Veldhuis
- 1980 - 2000: drs. W.I.M. Weber

## Tentoonstellingen
- 1894 Het leven betreffende M.A. de Ruyter

NB tussen 1947 en 1950 houdt de kunstkring Het Zuiden in zijn atelier op de 2e verdieping eigen tentoonstellingen
- 1952 Schilders rond de Eeuwwisseling
- 1953 tekeningen van Leonardo da Vinci
- 1953 Ere-tentoonstelling: Gerard Bergsma 80 jaar
- 1954 Constantin Guys
- 1954 Betje Wolff en Aagje Deken
- 1955 Vier eeuwen Markizaat
- 1955 Sterk in opkomst
- 1956 Tweeduizend jaar Chinese kunst
- 1956 Vlaamse Kunst
- 1957 Michiel de Ruyter 1607-1957

NB Voor lange tijd worden in het museum geen tentoonstellingen georganiseerd, omdat het gebouw daarvoor niet geschikt wordt geacht.
- 1970 Vlissingen van ver en nabij
- 1979 Mijn Naam is Juliana
- 1980 100 jaar Museum
- 1983 't Vliegent Hart 1729-1735; Op zoek naar een gezonken schip
- 1983 Wonen in Vlissingen
- 1985 Vlissingen in Oorlogstijd
- 1986 J.F. Brouwenaar, een kunstenaar uit het volk
- 1989 150 jaar Fotografie
- 1989 Speculum Zelandiea
- 1987 Zeeuws VOC Festival
- 1990 De Kunstkring (van het) het Zuiden
- 1990 Zes Vlissingse kunstenaars installeren een hedendaagse kijk op 100 jaar collectie
- 1990 100 jaar Koninklijke Harmonie Ons Genoegen
- 1990 Constantin Guys
- 1991 Ter Illustratie
- 1991 Kees van der Burght, illustraties van het boek: In Opstand tegen de Spanjaarden
- 1991 Kapers op de Kust
- 1991 Wim Hofman: illusttraties
- 1992 Voor veertig cent de zee in: Toerisme in Vlissingen 1919-1939
- 1992 Vrijmetselarij in Zeeland: Tweehonderd jaar loge l'Astre de l'Orient
- 1992 Beelden in de Tuin: Eric Brandts, Jan Haas, Don Monfils, Kees Rovers, Nel Spuienbroek
- 1992 De Zeeuwse VOC boven water, 10 jaar onderzoek naar Scheepswrakken
- 1993 Scheepsbouw bij de Schelde
- 1993 Eugène Lücker (1876-1943)
- 1993 april/mei '43: De Staking als Keerpunt
- 1993 Oog in Oog
- 1994 Schipperen op de Schelde
- 1994 Het leven ging door
- 1994 Het Koninklijk Zeeuwsch Genootschap
- 1994 Middeleeuwse beelden uit het Utrechtse Catharijneconvent
- 1995 Schipper mag ik Overvaren
- 1996 Michiel de Ruyter: mythe en werkelijkheid
- 1996 Scheepswerven in Zeeland
- 1997 Van Zeeuwse Admiraliteit tot marine in Zeeland
- 1998 De Zomer van Schütz: Schilders van Zeeland (1817-1933)
- 1999 Vuurtorens in de Kunst
- 1999 Frans Maas 1903-1977
- 1999 Landschap in Beeld
- 2000 Verdwenen, maar niet vergeten
- 2000 Gerard Jacobs en zijn Jacobsjes